# زایمان

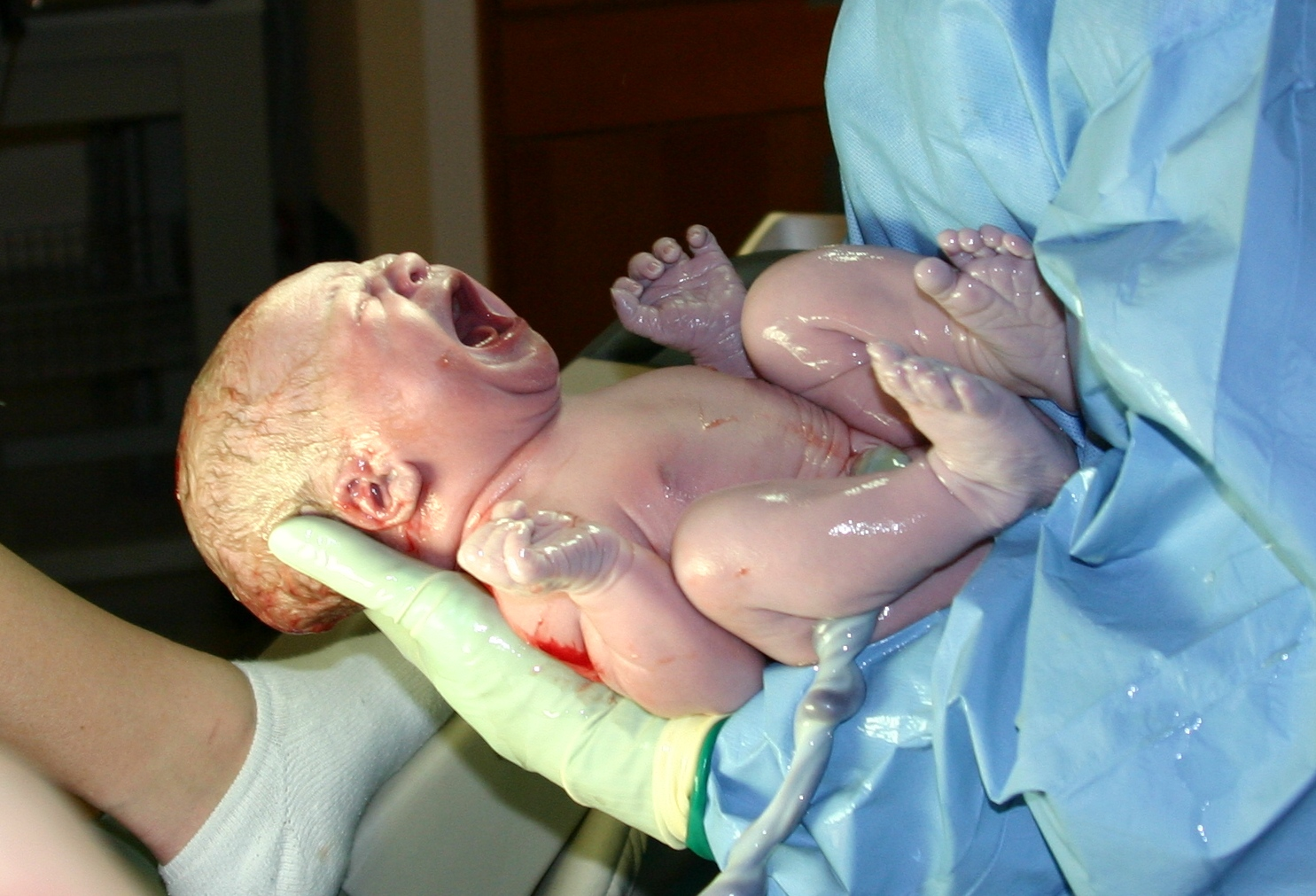
یک نوزاد پس از زایش در بیمارستان

زایمان یا زاییدن فرزند (به انگلیسی: childbirth)، اوج دوران بارداری یک زن است که شامل خارج شدن یک یا چند نوزاد از رحم مادر است.
زایمان طبیعی روشی از زایمان با «فناوری پایین» است. در این روش فرد اجازه می‌دهد که طبیعت انسان کار خود را در زایمان انجام دهد.
در زایمان طبیعی بچه می‌تواند دو ماه و سه‌ماهه تا شش‌ماهه به دنیا بیاید و هیچ مشکلی ایجاد نمی‌شود
برخی از زنان تصمیم می‌گیرند که هنگام زایمان از هیچ دارویی استفاده نکرده و به جای آن برای کاهش دردشان از روش‌هایی مانند تمدد اعصاب یا کنترل تنفس استفاده کنند. در زایمان طبیعی مادر، کنترل بدن خود را از دست می‌دهد؛ البته به هنگام زایمان، یک فرد همیار نیز او را به آرامی برای پشت سر گذاشتن مراحل زایمان راهنمایی و حمایت می‌کند.
زمان دقیق انجام زایمان به شکل طبیعی مشخص نیست و زمانی را که پزشک برای زایمان در نظر می‌گیرد حدودی است و حتی ۲ تا ۳ هفته امکان دارد زایمان زودتر انجام شود.

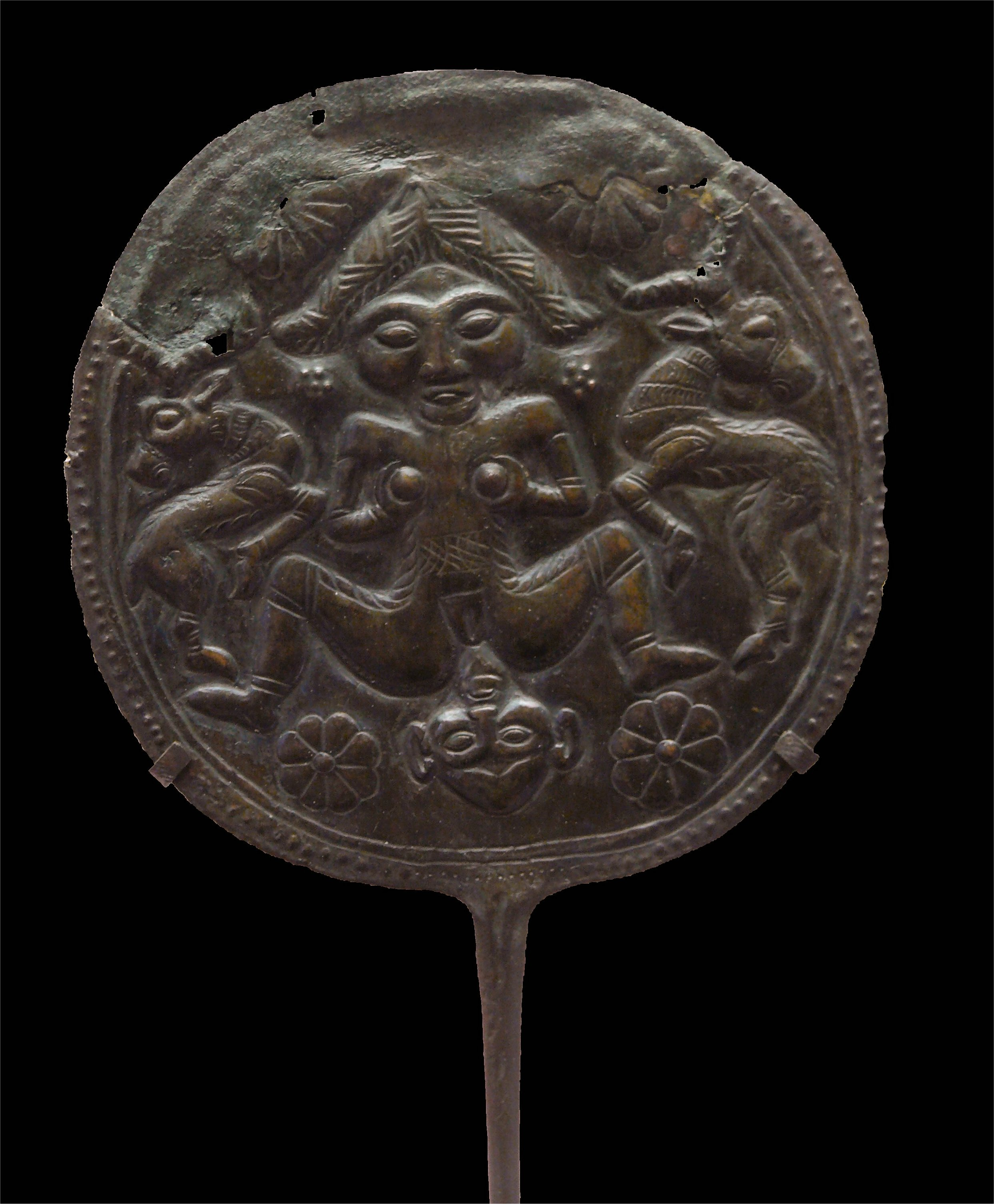
سنجاق سینه با طرح زنی در حال وضع حمل بین دو گوزن، برنز لرستان نگهداری در موزه لوور

## زایمان سخت
به علت تنگی فضای لگن، اختلالات عملکردی رحمی یا شرایط جنین مانند بزرگی بیش از حد یا نمایش بریچ رخ می‌دهد. این مدل از زایمان است که جراح را ملزم به استفاده از سزارین می‌نماید.

## مشکلات زایمان
- یکی از این مشکلات نمایش بریچ است قرارگیری جنین در رحم به شکل طولی به طوریکه سر در فوندوس و باتکس در پایین قرار دارد را بریچ می‌گویندو می‌تواند در زایمان مشکل ایجاد کندو خطرناک باشد. جنین برای خارج شدن از رحم و زایمان باید در وضعیت سر پایین قرار بگیرد، اما در برخی موارد در وضعیت بریچ قرار می‌گیرد، طوری که پاها یا باسن او به سمت پایین و برعکس حالت معمول است و در حالت نشسته قرار گرفته.
- القای زایمان طبیعی: برخی از مادران باردار ۱ یا ۲ هفته پس از موعد زایمان نیز هیچ علائمی از درد زایمان ندارند یا با بیماری‌های خاصی مانند پره اکلامپسی، دیابت بارداری، فشار خون بالا و بیماری‌های کلیوی مواجه هستند یا کیسه مایع آمنیوتیک آن‌ها زودتر از موعد پاره شده‌است، این افراد باید هر چه سریع تر زایمان کنند، بارداری فردی بیشتر از ۴۰ هفته طول بکشد و زایمان او به تعویق بیفتد، پزشکان برای نجات جان جنین و مادر، رحم مادر را تحریک می‌کنند تا زایمان طبیعی اتفاق بیفتد

## سزارین
سزارین، رُستَم‌زایی یا رُستَمینه یک نوع زایمان غیرطبیعی است که در آن نوزاد با ایجاد برشی در دیواره شکم و رحم مادر خارج می‌گردد. در شرایط ویژه‌ای که زن باردار به دلایل پزشکی توانایی یک زایمان طبیعی را نداشته باشد از روش سزارین که نوعی عمل جراحی است استفاده می‌شود تا زایمان میسر گردد.

## زایمان در آب
این روش در واقع به دنیا آوردن نوزاد در وان یا یک استخر آب گرم است، که باعث می‌شود درد حاصل از زایمان، تا حدودی کاهش یابد اما برای استفاده از این نوع زایمان شخصی که قصد زایمان دارد باید کلاس‌های آموزشی را از قبل بگذراند.

## زایمان طبیعی

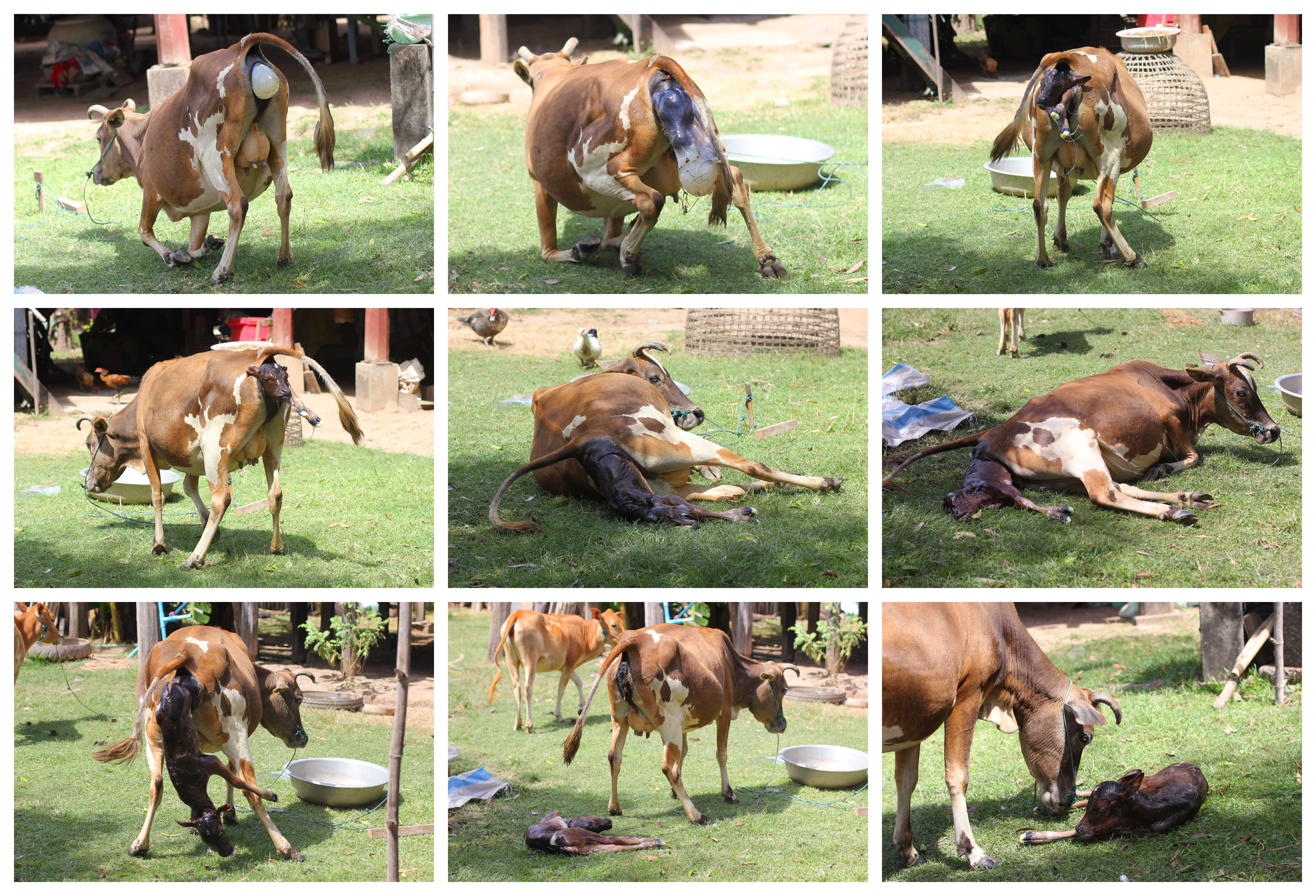
۹ نگارهٔ پیوسته (از چپ به راست) که مراحل زایمان یک گاو ماده و تولد گوساله‌اش را نشان می‌دهد. متوسط مدت زمان بارداری گاوها ۲۸۶ روز است.

زایمان طبیعی درطی چند مرحله صورت می‌پذیرد و بهتر است که زنان باردار و همسران آن‌ها، پیش از زایمان از روند آن آگاهی یابند تا بتوانند در طول زایمان واکنش درستی ازخود نشان دهند.
مراحل فرایند زایمان:
مرحلهٔ اول: از زمان شروع دردهای زایمانی تا بازشدن کامل دهانهٔ رحم، می‌باشد.
مرحلهٔ دوم: از بازشدن کامل دهانهٔ رحم، تا خروج نوزاد می‌باشد.
مرحلهٔ سوم: از خروج نوزاد تا خروج جفت می‌باشد.
علایم شروع زایمان طبیعی عبارتست از:
-دردهای پریودی ناحیه زیر شکم و کمر که به تدریج طول مدت درد بیشتر و فاصله بین آن کوتاه‌تر می‌شود و درابتدا معمولاً شبیه دردهای عادت ماهیانه می‌باشد.
-ایجاد ترشح آب یا ترشحات خونی از واژن
-بروز حالتهای اضطرابی که منجر بحالت تهوع گردد.

## مراحل انجام زایمان طبیعی
زایمان طبیعی به سه مرحله تقسیم می‌شود:

### مرحله اول
در این مرحله دردهای مادر کم‌کم شروع می‌شود و تا زمانی که دهانهٔ رحم کاملاً باز شود، ادامه دارد.
مرحله اول زایمان خود به سه فاز تقسیم می‌شود:
- دردهای ابتدائی
- دردهای فعال
- مرحلهٔ انتقالی

### دردهای ابتدائی از مرحله اول
دهانه رحم نازک شده و دردهای مادر شروع می‌شود، اما برای مادر این درد نسبت به مراحل بعدی که خواهد داشت، قابل تحمل‌تر است زیرا دهانهٔ رحم به آرامی باز می‌شود.

### دردهای فعال
این مرحله برای زمانی‌ست که دهانهٔ رحم از ۴ به ۷ سانتی‌متر می‌رسد. زمانی که رحم تا ۶ سانتی‌متر باز می‌شود انقباضات شدیدتر شده، درد بیشتر می‌شود و مادر احساس گرما می‌کند.

### مرحله انتقالی
این مرحله زمانی‌ست که دهانهٔ رحم از ۸ تا ۱۰ سانتی‌متر باز می‌شود که بیشترین درد را مادر در این زمان احساس می‌کند. این زمان طولانی نیست (۲۰ تا ۹۰ دقیقه) طول می‌کشد، که در این زمان جنین به روده مادر فشار می‌آورد و مادر باردار آمادهٔ زایمان است.

### مرحله دوم
در این مرحله دهانهٔ رحم مادر کاملاً باز شده و جنین خارج می‌شود. پزشک از مادر می‌خواهد که زور بزند. انقباضات رحمی و زور زدن مادر باعث پایین آمدن سر نوزاد می‌شود و سر نوزاد در دهانهٔ رحم قرار می‌گیرد و پزشک با مکش، خون و مخاط رحم را از بینی نوزاد خارج می‌کنند، سپس شانه، کتف و قسمت‌های دیگر بدن نوزاد خارج می‌شود.

### مرحله سوم
این مرحله مربوط به خروج نوزاد و جفت است. بعد از به دنیا آمدن نوزاد جفت از دیواره رحم جدا شده و از واژن خارج می‌شود. مدت زمانی که جفت خارج می‌شود بین ۵ تا ۳۰ دقیقه است.
برای مادرانی که برای بار اول باردار می‌شوند و قصد انجام زایمان طبیعی دارند، زایمان آنها ۱۲ تا ۱۶ ساعت طول می‌کشد تا دهانهٔ رحم کاملاً باز شود، اما مادرانی که برای بار دوم زایمان طبیعی را انجام می‌دهند ۵ تا ۶ ساعت زمان خواهد برد. میزان بازشدن دهانهٔ رحم را پزشک در هنگام درد مادر مورد بررسی قرار می‌دهد تا زمان زایمان مشخص شود.

## توصیف موقعیت جنین در رحم

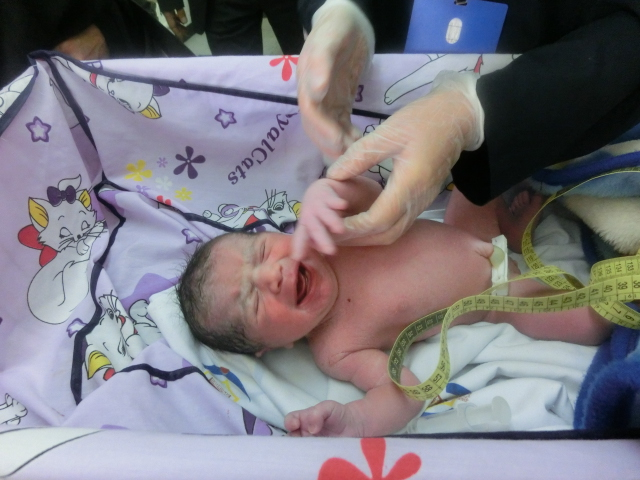
نوزاد با عمر ۳۰ دقیقه، پرستار در حال انجام اقدامات ضروری پس از زایمان.

۱. قرار جنین: ارتباط محور طولی بدن جنین با محور طولی بدن مادر؛ قرار می‌تواند سه شکل باشد:
الف. قرار طولی (شایعترین قرار) ستون فقرات جنین موازی ستون فقرات مادر است.
ب. قرار عرضی
ج. قرار مایل (که در ماه‌های آخر یا به قرار طولی یا به قرار عرضی تبدیل می‌شود)
عوامل ایجادکنندهٔ قرار عرضی: جفت سر راهی، هیدرآمنیوس (افزایش مایع آمنیوتیک)؛ ناهنجاری‌های رحمی و مولتی پار بودن مادر (چندزا)
۲. عضو نمایش (پرزانتاسیون) اولین عضوی که از دهانه رحم خارج می‌شود:
در قرار طولی: الف) سر (ورتکس) در نمایش سفالیک ب) ته (باسن یا پا) نمایش بریچ
در قرار عرضی: شانه
۳۳. وضعیت جنین یا پوزیشن جنین: وضعیت قرارگیری عضو نمایش نسبت به کانال زایمانی (مجرای زایمانی مادر)؛ در جهت عقربه‌های ساعت به‌شکل زیر است: .LOA.LOT.LOP.ROP.ROT.ROA مانند آنکه ROP یعنی اکسیپوت راست جنین در خلف است.

## زایمان طبیعی بدون درد

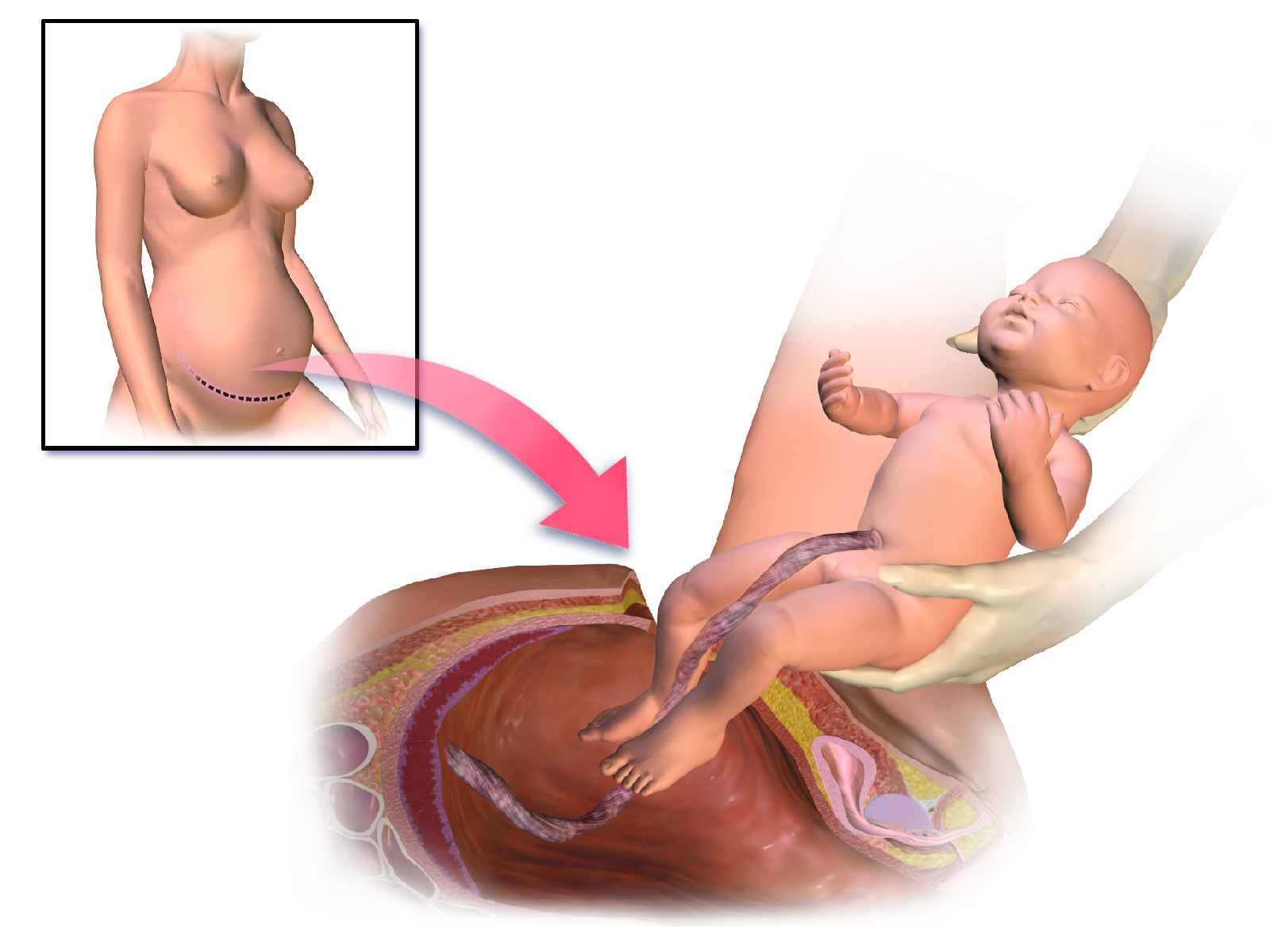
زایمان طبیعی

درد زایمان طبیعی دردی جسمانی است که فرایند فیزیولوژیک به حساب می‌آید که اغلب خانم‌ها برای رهایی از این درد، عمل جراحی سزارین را جایگزین زایمان طبیعی می‌کنند. در دهه‌های اخیر زایمان به روش عمل جراحی سزارین رو به افزایش است با وجود اینکه عمل جراحی سزارین عوارض زیادی دارد. در حالی که فقط در مواردی که سلامت مادر یا جنین یا هر دو در معرض خطر است، از عمل جراحی سزارین استفاده می‌شود. اما انتخاب سومی نیز وجود دارد: زایمان طبیعی بدون درد.
در اغلب کشورهای پیشرفته بیش از سه دهه است که به دلیل خطر بی هوشی، جراحی و عوارض عمل جراحی سزارین، روش زایمان طبیعی بدون درد متداول شده‌است. در واقع پزشکان معتقدند با فن‌های جدید و بدون عوارضی که برای انجام زایمان طبیعی بدون درد در اختیار است، دیگر هیچ خانم بارداری نباید هنگام زایمان طبیعی درد شدید آن را متحمل شود. این روش همچنین از افزایش تعداد عمل‌های جراحی سزارین که به دلیل ترس از درد زایمان طبیعی انجام می‌شوند به تعداد چشمگیری کاهش داده‌است.
به‌طور کلی عمل جراحی سزارین که در واقع درمانی برای زایمان‌های مشکل و خطرآفرین محسوب می‌شود، امروزه به علل مختلف رواج زیادی یافته‌است. دوره درد و ناتوانی طولانی مدت مادران، عوارض داروهای بیهوشی در نوزادان این مادران و نیز امکان پارگی رحم در زایمان‌های بعدی از معایب عمل جراحی سزارین به‌شمار می‌آیند. از سوی دیگر پزشکان معتقدند عمل جراحی سزارین تنها در موارد عدم امکان انجام زایمان طبیعی یا مواردی که سلامت و زندگی مادر، جنین یا هر دوی آن‌ها در خطر است به‌عنوان روش زایمان نجات بخش مورد استفاده است.

## عوارض زایمان طبیعی
- افتادگی اندام تناسلی زنانه[۳][۴]
- عدم پیشرفت زایمان[۵]
- نوار قلب غیرطبیعی جنین[۶]
- خونریزی داخلی[۷]
- خونریزی پس از زایمان[۸]
- عفونت پس از زایمان[۹]

## عوارض عمل جراحی سزارین[۱۰]
- افزایش احتمال عفونت رحم
- افزایش میزان خونریزی
- خطرات ناشی از بیهوشی
- احتمال عفونت محل بخیه‌ها
- احتمال ایجاد یبوست به دلیل استفاده از داروهای بیهوشی
- طولانی‌تر بودن مدت استراحت و بستری شدن در بیمارستان
- دردهای لگنی و چسبندگی بیشتر
- بروز لخته‌های خون در پاها یا لگن بعد از جراحی
- احساس خستگی و خواب آلودگی بیشتر مادر به علت مصرف داروهای بیهوشی
- عوارض و مضرات احتمالی داروهای بیهوشی روی جنین
- افزایش احتمال ایجاد مشکلات تنفسی در نوزاد

## روش‌های زایمان طبیعی بدون درد
زایمان طبیعی بدون درد انجام زایمان، کاملاً طبیعی ولی با کمترین درد است. در این نوع زایمان پزشک و ماما با استفاده از روش‌های مختلف سعی می‌کنند درد زایمان طبیعی را برای مادر تا حد قابل تحملی کاهش دهند.
ولی بر انقباض‌های رحم و سطح هوشیاری و ارتباط کلامی مادر تأثیر منفی نداشته باشد؛ به‌گونه‌ای که او بتواند به‌راحتی و با کمترین درد و رنج نوزاد خود را به دنیا آورد. زایمان طبیعی بدون درد شامل تجویز وریدی، رژیونال (بی‌حسی موضعی) و استنشاقی گاز انتونوکس است.
روش بی دردی وریدی (داروهای مخدری یا کتامین)، امکان اندکی وجود دارد که دارو به بدن جنین نیز وارد شده و احتمال تأثیر بر تنفس نوزاد وجود دارد که لازم است بخش مراقبت‌های ویژه نوزادان، در بیمارستان موجود باشد.

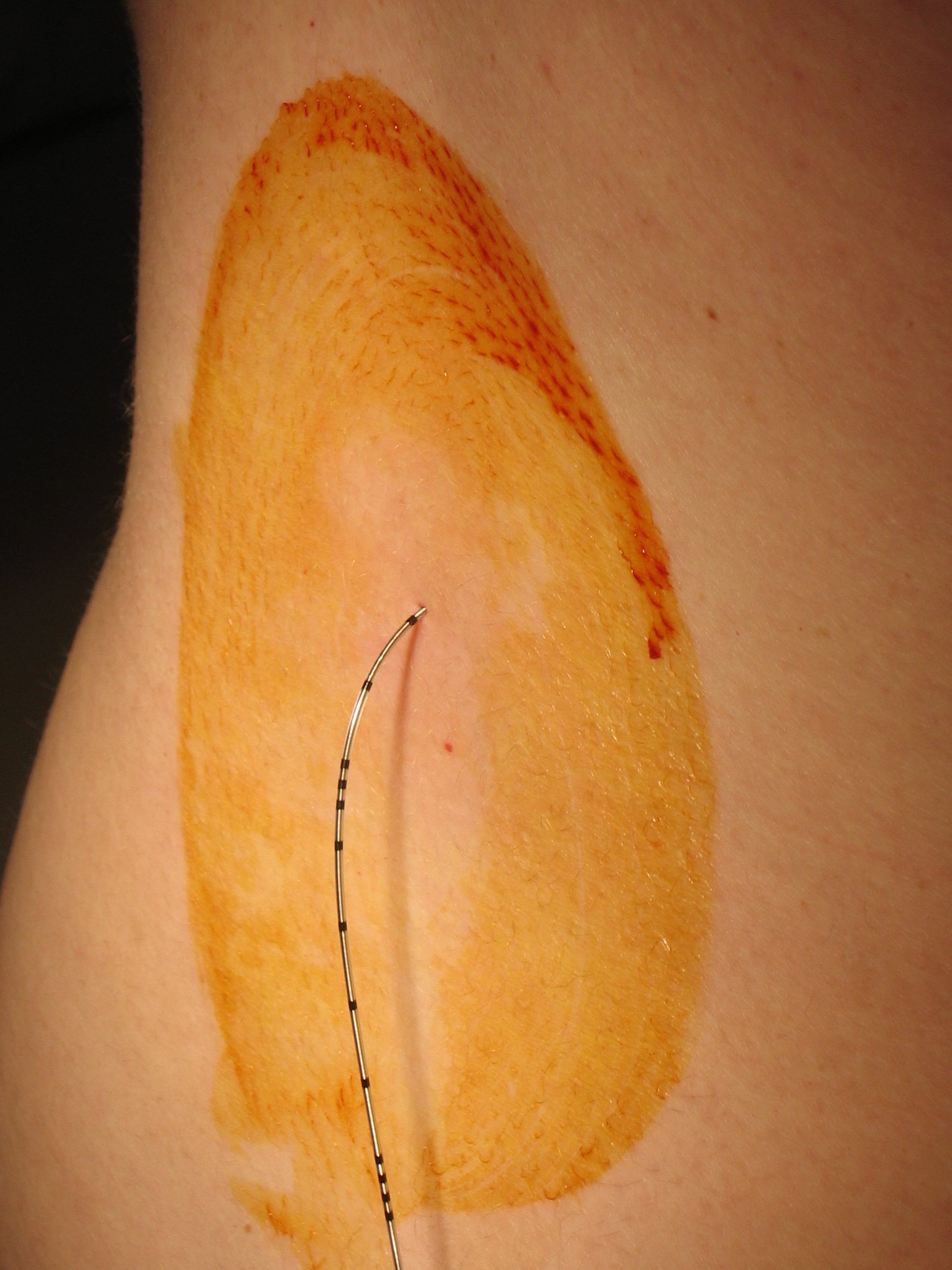
زایمان طبیعی بدون درد با اپیدورال

روش بی دردی رژیونال (اسپاینال، اپیدورال) بی‌حسی در ناحیه اعصاب نخاعی کمری داده می‌شود، می‌تواند برای هر مدت زمان لازم گسترش یافته و حتی اگر زایمان طبیعی با مشکل روبرو شد، با همین بی‌حسی و بی دردی بدون کار اضافه عمل سزارین به راحتی انجام خواهد شد.
روش استفاده از گاز تسکین درد انتونوکس که مخلوط پنجاه درصد گاز اکسیژن و نیتروس اکساید بوده و از طریق ماسک به مادر تجویز می‌شود. هنگامی که او طی مراحل زایمانی انقباض رحم را به‌صورت درد حس می‌کند، ماسک مخصوصی را روی صورت خود گذاشته و نفس عمیق می‌کشد. گاز وارد ریه‌ها و سپس مغز شده و در آنجا با تأثیر بر مراکز درد، باعث کاهش احساس درد می‌شود. بدین ترتیب نه تنها درد زایمان از بین می‌رود، بلکه مادر در یک حالت رؤیا گونه زایمان طبیعی می‌نماید.

## زایمان طبیعی بدون درد چگونه است؟
بی‌حسی اپیدورال یکی از محبوب‌ترین روش‌های کاهش درد در طول زایمان طبیعی بدون درد است. بیش از ۵۰ درصد خانم‌های باردار در بیمارستان‌ها از بی‌حسی اپیدورال استفاده می‌کنند.
طی این عمل باید متخصص بیهوشی در محل حضور داشته باشد. متخصص بیهوشی در بخش پایین کمر یک لولهٔ پلاستیکی را وارد کرده که از طریق آن دارو در اطراف نخاع آزاد می‌شود.
اپیدورال‌ها ضربه‌های عصبی را از قسمت‌های کمر، ستون فقرات مسدود می‌کنند که این امر باعث کاهش احساس در نیمه پایین بدن می‌شود.
اپیدورال به‌طور قابل ملاحظه‌ای درد و احساسات در نیمه پایین بدن را کاهش می‌دهد، اما باعث کاهش درد ۱۰۰٪ نخواهد شد. همچنین تزریق فقط زمانی انجام می‌شود که بدن مادر در فعالیت باشد، یعنی زمانی که حداقل ۳ انقباض را در ۱۰ دقیقه داشته باشد.

## در تاریخ
زن‌ها در دوره هخامنشیان با به دنیا آوردن کودک پاداشی به صورت جو و شراب دریافت می‌کردند، که پاداش افزودن رعیتی به رعایای شاه بود و برای پسر آوردن دو برابر دختر محاسبه می‌گردید.